# Bujanov
Bujanov – gmina w Czechach, w powiecie Český Krumlov, w kraju południowoczeskim. Według danych z dnia 1 stycznia 2013 liczyła 583 mieszkańców.
W miejscowości jest przystanek kolejowy Bujanov.